# Enrico Remmert
Enrico Remmert (Torino, 20 maggio 1966) è uno scrittore italiano.

## Biografia
Il suo romanzo d'esordio, Rossenotti, scoperto da Grazia Cherchi, è stato pubblicato da Marsilio nel 1997 e ha vinto nello stesso anno il Premio Chianciano e il Premio Tuscania. Nel 2002 è uscito il suo secondo romanzo La ballata delle canaglie, finalista dell'Independent Foreign Fiction Prize e dell'International IMPAC Dublin Literary Award.
Negli anni seguenti, insieme a Luca Ragagnin, ha curato una trilogia dedicata a Bacco, Tabacco e Venere: tre libri dalle varie anime (antologie di citazioni, saggi letterari, raccolte di aforismi) tra cui il fortunato Elogio della sbronza consapevole.
Remmert ha inoltre collaborato con numerosi quotidiani e riviste (La Stampa, Corriere della Sera, Rolling Stone, GQ, Slowfood, Lampoon, Satisfiction e Icon), programmi tv e case di produzione (firmando spot, cortometraggi, documentari e collaborando alla sceneggiatura di alcuni film, tra cui Aspettando il sole di Ago Panini). Ha inoltre messo in scena spettacoli con Assemblea Teatro, Crab Teatro e con  la Fondazione Luzzati - Teatro della Tosse di Genova, tra cui 2984, adattamento scenico del capolavoro di George Orwell 1984.
A fine 2010 sono usciti quasi contemporaneamente il romanzo Strade bianche, Marsilio, e la favola Il viaggio semiasciutto di Ulisse il pesce volante, Edizioni BD, scritta a quattro mani con Luca Ragagnin e illustrata da Paolo D'Altan, vincitore nel 2011 del Premio Andersen come migliore illustratore italiano. Nel 2013 l'edizione francese del romanzo Strade bianche ha vinto il prestigioso Prix Jean-Monnet  davanti a Rosa Candida dell'islandese Audur Ava Olafsdottir e a Ce qu’il advint du sauvage blanc del francese François Garde, libro vincitore del Premio Goncourt 2012 nella categoria premier roman. 
Nel settembre 2013 è uscita per Laterza, nella collana di guide "Contromano", una nuova opera scritta insieme a Luca Ragagnin: L'acino fuggente - Sulle strade del vino tra Monferrato, Langhe e Roero.
Nell'autunno 2017 è uscita per Marsilio la raccolta di racconti La guerra dei Murazzi, che nel 2018 ha vinto tutti i tre più prestigiosi premi italiani dedicati alle raccolte di racconti: il Premio Chiara, il Premio Settembrini e il Premio Cocito. Nel maggio 2018 il racconto che dà il titolo alla raccolta è diventato un monologo teatrale curato da Crab Teatro e presentato, con nove repliche, al Torino Fringe Festival.  Nel 2020 La guerra dei Murazzi è stata votata nei cento libri più belli degli ultimi vent'anni secondo la Classifica di Qualità dell'Indiscreto 
Remmert è tradotto in inglese, francese, tedesco, olandese, russo, ebraico, bulgaro, croato, slovacco e portoghese.

## Opere

### Romanzi
- Rossenotti (1997, 2002), Marsilio ISBN 978-88-317-6638-8.
- La ballata delle canaglie (2002, 2003), Marsilio ISBN 978-88-317-80360
- La ballata delle canaglie (Tascabili, 2010 ), Marsilio ISBN 978-88-317-9040-6
- Strade bianche (2010), Marsilio ISBN 978-88-317-0684-1

### Racconti
- La guerra dei Murazzi (2017, 2018), Marsilio ISBN 978-88-317-2778-5
- La guerra dei Murazzi (2019), Feltrinelli ISBN 978-88-297-0266-4

### Con Luca Ragagnin
- Elogio della sbronza consapevole (2004), Marsilio ISBN 978-88-31784412
- Elogio della sbronza consapevole - Vendemmia 2005/2006 (2005), Marsilio ISBN 978-88-317-8834-2
- Elogio dell'amore vizioso (2006), Marsilio ISBN 978-88-317-9072-7
- Elogio dell'amore vizioso (2007), Mondolibri ISBN 2264761296
- Smokiana (2007), Marsilio ISBN 978-88-317-9330-8
- Il viaggio semiasciutto di Ulisse il pesce volante (2010), Edizioni BD ISBN 978-88-6123-809-1
- Il minchionario universale (inevitabilmente incompleto) (2012), Espress Edizioni ISBN 978-88-9741-257-1
- L'acino fuggente. Sulle strade del vino tra Monferrato, Langhe e Roero (2013), Editori Laterza ISBN 978-88-5810-859-8
- Elogio della sbronza consapevole (Tascabile 2016), Marsilio ISBN 978-88-317-13085
- Elogio della sbronza consapevole (2020, 2025), Feltrinelli ISBN 978-88-297-0681-5

### Traduzioni
- Horizonte - Italianistiche Zeitschrift (Germania 1998), Gunter Narr Verlag   ISBN 3-8233-9811-3
- Philippe Stark with Le Serpent à Plumes  (Francia 1998), Le Serpent à Plumes ISBN 2-84261-087-3
- Looove Never Dies (Germania 1998), Verlag Antje Kunstmann ISBN 3-88897-203-5
- Rossenotti (Francia 1999), 10/18  ISBN 978-2264-027238
- Looove Never Dies (Germania 2000), Goldmann Verlag ISBN 3442445450
- The Ballad of the Low Lifes (USA 2004), Toby Press ISBN 1-59264-054-0
- La ballade des canailles (Francia 2004), Plon ISBN 978-225-919-8332
- Kleine Fische (Germania 2004), Aufbau Taschenbuch  ISBN 978-3746-620060
- Kort Italians (Olanda 2005), Wereldbibliotheek   ISBN 978-902-842-1165
- La ballade des canailles (Francia 2006), 10/18  ISBN 978-226-404139-5
- בלדחהנבל'ם (Israele 2008), Kinneret Zmora - Bitan Dvir  ISBN 3-00-135-6622
- Балада за мошениците (Bulgaria, 2010), Colibri ISBN 978-9545297434
- Rossenotti (Francia - Nouveau Tirage 2012), 10/18  ISBN 978-2264-027238
- Petit art de la fuite (Francia 2013), Philppe Rey  ISBN 978-2848-762401
- La ballade des canailles (Francia - Nouveau Tirage 2013), 10/18  ISBN 978-226-404139-5
- Petit art de la fuite (Francia 2014), 10/18  ISBN 978-226-4060853
- Баллада о мошенниках (Russia 2018), Limbus Press ISBN 978-58-37-00868-9
- The war of the Murazzi (USA 2023) Asymptote Journal  Online
- The White Review Anthology (UK 2024), The White Review   ISBN 978-1916-0351-71

### Antologie
- Microracconti - Opere d'inchiostro (1996), Osservatorio Letterario Giovanile
- Stesso sangue - a cura di Luca Beatrice (1999) - Ammaniti, Evangelisti, Mozzi, Nesi, Piccolo, Scarpa,  etc - Minimum Fax  ISBN 9788886568784
- La notte dei quindici racconti (1999) - Bajani, Drago, Galiazzo, Massaron, Pellegrini, etc - Addictions  ISBN 8887913129
- Agenda della Biennale (1999) - Barbero, Demarchi, Montrucchio, Ventavoli, Voltolini, etc - Città di Torino  ISBN 8890019697
- Più Humus (2001) - Massaron, Lucarelli, Monina, Montanari, Pinketts, Rigosi, Santacroce, etc - Addictions  ISBN 8887913129
- Schema Libero (2003) - Baricco, Bosonetto, Carabba, Cavina, Lucarelli, Voltolini, etc - I libri della Gazzetta dello Sport  ISBN 1120506390
- I sessanta di Cesare (2003) - Alberti, Buonanno, Farinetti, Franchini, Magris, Rugarli, Tamaro, etc - Marsilio Edizione Numerata
- Scontrini (2004) - Bellocchio, Forni, Lezoli, Morozzi, Spinazzola, etc - Baldini Castoldi ISBN 9788884906755
- In fin di lira (2004) - Cilento, Ferracuti, Mozzi, Verasani, Voltolini, etc - Oèdipus Edizioni  ISBN 9788873410270
- Torino città narrata - a cura di Giovanna Ioli (2005) - Ferrero, Gambarotta, Jacomuzzi, Magris, Sinigaglia, Tesio, etc - Viennepierre Edizioni ISBN 9788876010071
- Fantomas - Le nuove avventure (2006) - Manuel Agnelli, Maurizio Rosenzweig, Luca Crovi, Luigi Bernardi, Alberto Ponticelli, etc - Edizioni BD   ISBN 978-888-9574799
- Mica male il tuo libro (2006) - Brizzi, Ballestra, Conti, Marzaduri, Rossari, Verasani, etc - Aliberti  ISBN 9788874241484
- Internationoir (2007) - Alan D. Altieri, Micheal Chabon, Frank Miller, Joe R. Lansdale, etc - Mondadori  ISBN 9788804570943
- Bonus Tracks - Scrittori Italiani per Rolling Stone (2007) - Ammaniti, Lagioia, Montanari, Pincio, Stassi, Veronesi,  etc - Mondadori  ISBN 9788804564652
- I cieli su Torino (2007) - De Luca, Favetto, Geda, Longo, etc - Edizioni Angolo Manzoni ISBN 978-88-62040051
- Dizionario affettivo della lingua italiana (2008) - A cura di Matteo B. Bianchi e Giorgio Vasta - Fandango  ISBN 9788860440655
- La dea bottiglia (2008) - Baricco, Donpasta, Carabba, Morino, etc - Slow Food Editore  ISBN 97888-84-991683
- Bugs (2008) - Altieri, Cajelli, Dazieri, Morozzi, Recchioni, Schiavone etc - Edizioni BD   ISBN 978-88-61232136
- I giorni del vino e delle rose (2008) - Pugliesi, Pirani, Olivieri, Ragagnin, Trinci, etc - Edizioni ETS ISBN 9788846721686
- Ciriè A.R. (2009) - Giacobino, Mancinelli, Oggero, Ormezzano, Ricarelli, Soria, etc - Città di Ciriè  Edizione Speciale
- Oh com'è bella l'uva fogarina (2009) - Aiolli, Bosonetto, Cappelli, Cavina, Morino, etc - Slow Food Editore  ISBN 97888-84992024
- Era l'anno dei mondiali (2010) - Aiolli, D'Amicis, Grande, Mathieu, Simi, Sollier, Trento, etc - I libri del Corriere della Sera ISBN 1129-085612
- Schermo piatto - Il cinema interpreta il cibo (2010) - Carabba, Conti, Irving, Raffaeli, Ruffa, Trento, etc -- Slow Food Editore  ISBN 97888-84992062
- Di Orta Un Po - a cura di Giovanni Tesio (2010) - Defilippi, Longo, Oggero, Pariani, Pastore, Pent, etc - Interlinea ISBN 9788882127459
- Strade d'Italia (2012) - Camilla Baresani, Enrico Brizzi, Paolo Rumiz, etc Touring Club Italiano  ISBN 978-88-36560462
- Fughe per la vittoria (2012) - Aiolli, Cassardo, D'Amicis, Favetto, Mathieu, Sollier, Trento, etc -Nazionale Italiana Scrittori per Fondazione Stefano Borgonovo Onlus  ISBN 9788897890300
- Subsonica X15 (2012) - Bajani, Baricco, Geda, Giordano, Littizzetto, Perissinotto, Ponti, etc -  Espress Edizioni ISBN 978-88-97412403
- Il gusto del Piemonte (2012) - Ferrero, Oggero, Pastorin, Ragagnin, etc -- Conti Editore  ISBN 9788897940
- Una Mole così grande (2013) - Bertola, De Silva, Farinetti, Gambarotta, Littizzetto, Oggero, etc - Neos Edizioni  ISBN 9788866081234
- Imprese d'Autore (2013) - Barbero, Culicchia, Gambarotta, Pandiani, Perissinotto, Tawfik, etc - I libri de La Stampa  ISBN 9771828714
- Dicò Erotique - a cura di Francesco Forlani (2013) - Fernando Arrabal, Keith Botsford, Fabio Geda, Carlo D’Amicis, Pasquale Vitagliano, etc. – Lite Editions (e-book - fuori catalogo)
- Racconti in bottiglia - a cura di Paolo Verri  (2013) - Aiolli, Cavina, Culicchia, D'Amicis, Murgia, Trento, Venezia,  etc - I libri del Corriere della Sera ISBN 7038083331
- Le città che si chiamano Torino (2014) - Favetto, Forlani, Geda, Longo, Rastello, etc - ArteSera ISBN 9788890985508
- Cieli su Torino (2016) - Culicchia, De Luca, Favetto, Geda, Longo, Perissinotto, etc - Claudiana Editrice ISBN 978-88-68-980863
- Cieli su Torino (2020) - Culicchia, De Luca, Favetto, Geda, Longo, Ormezzano, Perissinotto, etc - Voglino Editrice  ISBN 978-88-31-946247
- Il nostro viaggio in Italia (2023) - Agus, Alajmo, Biondillo, Di Paolo, Falco, Nori, Pierantozzi, Santoni, etc - Touring Club Italiano  ISBN 978-88-36-580279
- Nemesi d'amore e di anarchia (2024) - Cacciapuoti, Carrino, De Silva, Parrella, Rovelli, etc - Baldini Castoldi ISBN 9791254942307

### Progetti artistici
- Philippe Stark with Le Serpent à Plumes  (Francia 1998), Le Serpent à Plumes ISBN 2-84261-087-3
- Intorno a Thanatos di Riccarda Montenero (1998) - Testi di Carotenuto, Gribaudo, Lora-Totino, Mancinelli, Remmert, Vallora, etc - Edizioni d'Arte Fratelli Pozzo  ISBN 8886789122
- The Turn Of The Century (1999) - Catalogo della omonima mostra con opere di Arienti, Cingolani, Ontani, Pusole, Salvo, etc. - Testi di Giuseppe Culicchia, Enrico Remmert e Tiziano Scarpa - Galleria In Arco - Catalogo
- Nicus Lucà - con Franco Fanelli (2000), Monografia dell'artista Ars Nova Edizioni e Canale Arte
- Fabrica 10 - From Chaos To Order And Back (2004) - Marina Abramovic, Niccolò Ammaniti, Tadao Ando, Marco Covacich, Peter Gabriel, Manlio Sgalambro, etc - Electa ISBN 9788837030117
- Come Quando Fuori Piove - Un racconto con colonna sonora su CD di Davide Boosta Di Leo (2004), IN ADV  - Edizione Numerata
- Personal Jesus (2006) - Catalogo della omonima mostra di Gabriele Arruzzo - Testi di Norma Mangione ed Enrico Remmert -  Galleria San Salvatore  - Catalogo
- I Tori di Ezio Gribaudo (2007) - Testo per il catalogo dell'opera donata da Ezio Gribaudo alla città distribuito in occasione dell'inaugurazione in piazza Moncalvo, a Torino, il 19 dicembre 2007 - Catalogo
- Nidi - Nove Ceremolli e una puntasecca di Maura Banfo / Dieci Poesie di Enrico Remmert (2008), Edizioni Canopo - Edizione Numerata
- I Love Museums (2009) - Bergonzoni, Missiroli, Nori, Nove, Pincio, Scarpa, etc - Carlo Cambi Editore  ISBN 9788664030319
- 2010.com_andamenti - un progetto di Michele di Mauro e Caterina Fossati  (2010) - Contributi ai testi - Catalogo
- Tutti (2010) - Testi per il catalogo della omonima mostra di Carlo Gloria - Spazio Onde Road/Palazzo Leonardo (TO) - Catalogo
- KM 011 - A cura di Luca Beatrice (2011), Testi per il catalogo del progetto omonimo ospitato al Museo Regionale di Scienze  Naturali di Torino - Catalogo
- Voyage au bout du temps  (2012) - Catalogo dell'omonima mostra di Matteo Casalegno, Harry Gruyaert e Nicus Lucà  - Testi di Luca Andriolo ed Enrico Remmert -  Galleria Eva Menzio - Catalogo
- ZOOMaginario - Testi per la mostra omonima di Francesca Canfora presso Zoom  (2013), Arti Grafiche Parini ISBN 978-88-90536441
- Malamente 2 - A cura di Francesco Sena (2013), Catalogo dell'omonima mostra presso il Castello di Rivara con opere di Mainolfi, Gilardi, Borrelli, Caira, Banfo, etc. - Testi a cura di Olga Gambari, Marta Becco, Daniela Ronchi, Enrico Remmert - Catalogo
- Villa Roma - Asmara - Fotografie di Bruna Biamino e Daniele Ratti / testi di Enrico Remmert (2015), ColorLife  - Edizione Numerata
- Dalla A alla Zebra - con Daniele Galliano - Catalogo dell'omonima mostra di Daniele Galliano ed Enrico Remmert ospitata presso la Fondazione Sandretto Re Rebaudengo di Torino (2016) - Iemme Edizioni ISBN 9788897776918
- Geografie - Disegni di Enrico T. De Paris, Fotografie di Daniele Ratti, testi di Enrico Remmert (2016), Edizione Numerata
- Una promessa non mantenuta - Mario Garcia Torres (2017) Testi di Di Fronzo, Nucci, Remmert, Ricuperati, etc -  Galleria Franco Noero - Edizione Numerata
- Insostituibile - con Edelfa Chiara Masciotta, Elisa Giordano, Daniele Ratti (2022) - Testi per il Libro Fotografico a cura di Irraplaceable x Fondazione Teodora - Edizione Numerata

### Pubblicazioni varie
- La vera storia di Novecento di Alessandro Baricco, Tito Faraci e Giorgio Cavazzano (2005) - All'interno, oltre al fumetto, si trova il testo "Il lungo viaggio del Virginian" di Enrico Remmert - The Walt Disney Company  ISBN 1826043007
- The Muppet Show (2010) Traduzione dall'inglese - Edizioni BD   ISBN 978-88-61238220
- La sorgente di luce - Geronimo Giglio (con Gero Giglio) - (2010) - Fanucci Editore  ISBN 978-88-34-716434
- Lo spirito di Venaria (2010) - LOG607 Edizione Numerata per Convention Privata presso la Reggia di Venaria
- Libro dell'anno 2014 - contributi con Luca Ragagnin - (2014) - Treccani  ISBN 978-88-12-005192
- Variazioni Conviviali - con Luca Ragagnin, Tilman Rammstdt e Fabien Vallos ((2015) - Fondazione TPE per il Festival Teatro a Corte
- Pontescuro - di Luca Ragagnin (2019) - Illustrazioni di Enrico Remmert - Miraggi  ISBN 97888-33860411
- Torino - Guide Verdi d'Italia (2020) - Touring Club Italiano  ISBN 978-88-36-575985
- Torino - Guide Verdi d'Italia - con Andrea Canobbio (2024) - Touring Club Italiano  ISBN 978-88-36-580866